# 1973年泰國學運

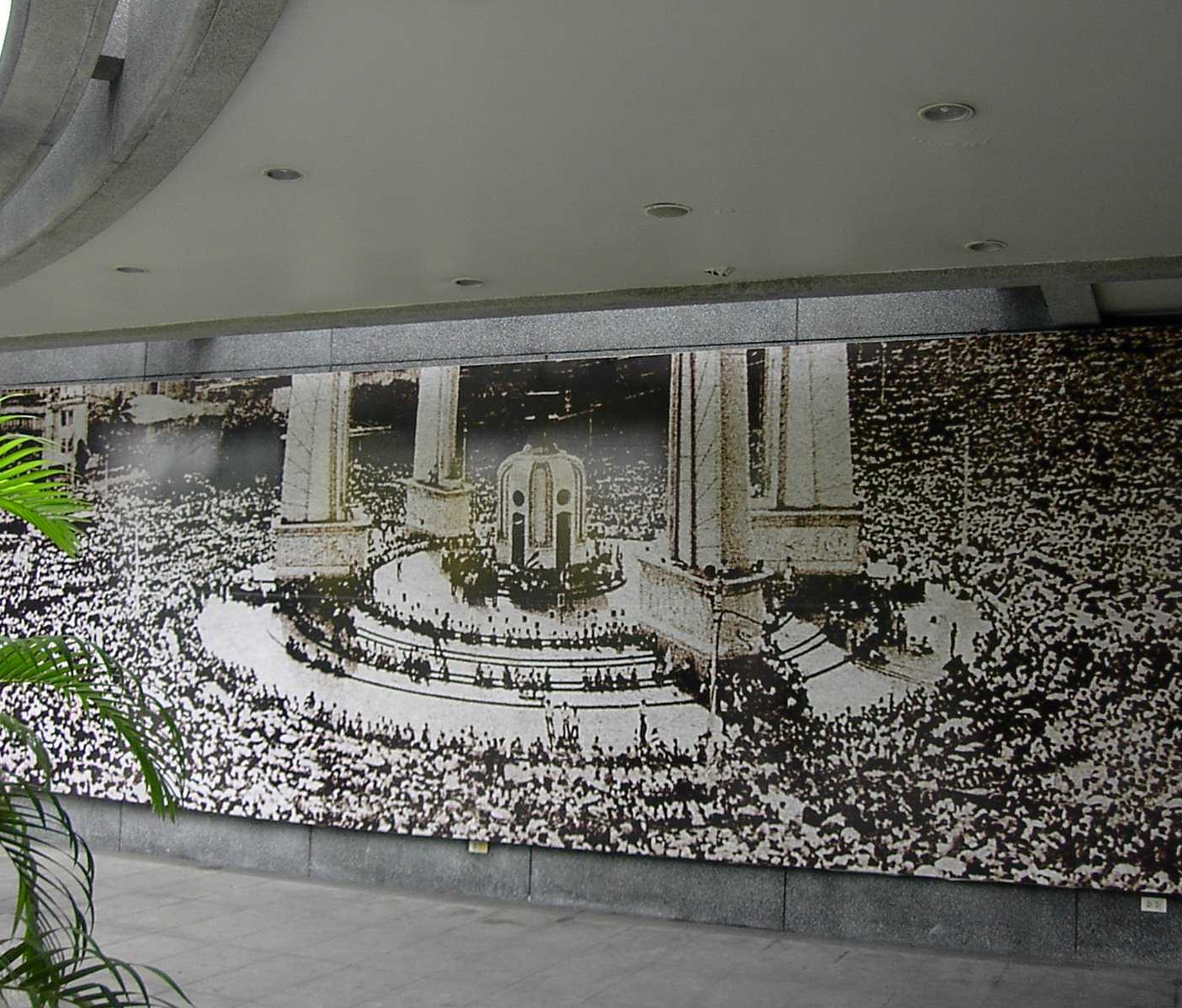
泰国民主纪念碑前聚集的人群

泰国1973年学生运动，又稱10月14日事件（皇家轉寫：Hetkan Sip-Si Tula）或悲悼日（皇家轉寫：Wan Maha Wippayok），是泰國政治的分水嶺事件之一。事件導致反共的軍事獨裁者他侬·吉滴卡宗總理下台，並促使泰國政治轉型，也反映了泰國大學生在政治上的影響力與日俱增。

## 背景

### 1950至1970年代的學生運動
1950年代起，左翼思潮開始進入泰國校園，許多學生開始發動學運及示威遊行，反對政府的親美政策。1957年2月，陸軍元帥鑾披汶由於選舉舞弊，致使朱拉隆功大學及法政大學學生聯合抗議，陸軍元帥沙立則利用學生的憤怒情緒，於1957年9月16日在陸軍元帥他儂的支持下發動政變，推翻披汶政權。政變後，他儂出任首相，但隨即於1958年遭到沙立發動的另一次政變推翻，沙立親任首相。
沙立上任後，廢除憲法、解散議會、禁止政黨活動，並實施戒嚴，令學生運動一度休止，並同時加速發展國家的經濟。1963年11月，沙立過世，他儂重新執政，對於知識份子及知識分子相對較為寬容。1960年代出版的《社會科學研究》（Social Science Review）雜誌也使知識分子開始辯論及反思泰國的政治體制。在主要幾間大學開始出現不少讀書會以及重要的公民團體，如「Sapha Na Dome」、「Sethatham」，以及「SOTUS」等等。這些團體紛紛在社會科學研究上發表論文，甚至批評政府。有些團體亦開始舉行地下研討會，加強學生的分析及批判能力。同時由於大學人數的成長，學生們的政治影響力也跟著增加。自1961年至事件發生前的1972年，泰國的大學生從15,000人成長到了150,000人，大學數量也從原本的5間增加到了17間。

### 全泰學生中心
讀書會團體與既存的學生會發揮了各自不同的功能。讀書會通常以較基進的方式對於泰國社會進行分析，對社會問題提出的解決方法也較左傾。且不同於官方的學生會，讀書會組織較為自由，且無校際競爭的關係，較容易形成校際團體:10。和平工作團等組織帶來的農村服務營，也藉由讓學生們下鄉服務，了解到農村所面對的問題。也使學生意識到學校訓練的不足，以致其所學無法用於改善大多數人所處的農村環境:5–6。
於是在校際活動熱絡的氛圍下，全泰學生中心（National Student Center of Thailand，NSCT）於1968年成立，以統籌及代表學生運動。該組織在運作初期主要跟外國大學組織聯絡，以及關注社區事務。該組織由朱拉隆功大学、法政大學、農業大學、藝術大學、瑪希敦大學、清邁大學、孔敬大學、宋卡王子大學、巴訕米師範學院（Prasanmit Teachers College，今詩納卡寧威洛大學）、邦賢師範學院（Bangsaen Teachers College，今東方大學）、巴吞旺師範學院（Patumwan Teachers College，今併入詩納卡寧威洛大學）以及等11間大學各派出2位代表組織而成:47–50。組織下轄三個委員會，由各校的學生會長所組成，並決定全泰學生中心的政策走向以及選舉領導人:17-18。
然而，由於組織幹部大多由學生會幹部擔任，而社會運動者在當時的環境下無法獲得大多數學生的支持，藉由選舉進入學生會。因此全泰學生中心成立初期並不特別活躍，且並無組織任何政治活動。如朱拉隆功大學於1970年9月發起反貪腐運動時，全泰學生中心也未干涉。該組織反而較專注於社區服務、新生輔導，還演出電視節目讚頌蒲美蓬國王，顯示出其忠誠及保守的政治傾向，因此許多讀書會團體都認為全泰學生中心過於保守且消極:6-7。
然而到了1972年，朱拉隆功大學理工科學生提拉育·汶密選上了該組織的祕書長，並提升全泰學生中心對於政治運動的關注。提拉育謹慎地選擇對抗的議題，使組織動員並保有政治動能:245。然而，儘管在學生運動當下，成員們表面上看起來團結，但其實其中有明顯的分裂。如在推翻他儂內閣時，該組織雖然顯露了團結一心的表象。但在他儂流亡後，溫和派的大學生及激進派的職校生隨即分裂。同時，全泰學生中心也面臨了宋峇（Sombat Thamrongthanyawongse）及社訕（Seksan Prasertkul）等兩大領導人的派系問題。有些學者將此與泰國傳統官僚體系常見的個人派系權力競爭相關聯。但也有人藉由舉證兩者在反對建造曼谷第二機場時的立場，來論述他們是可能合作的:517-521。

## 事件前奏
1972年11月，全泰學生中心發動了抵制日貨的運動。當時選擇這個議題算是一種策略行動，既不會直接踩到他儂政權的底線，也可以對大眾顯示學生對社會的關心。在這次行動中，全泰學生中心在購物中心內發放抵制日貨的宣傳單，對總理他儂建議十點經濟計畫，並組織了遊行活動:137。雖然當時仍有黨禁，但由於該次活動贏得了大眾的普遍支持，官方也無法直接干預全泰學生中心的運作:144-145。
在抵制日貨的行動成功後，組織又進一步於當年12月反對官方頒布的《全國行政委員會第299號令》。該命令將司法權置於全國行政委員會（National Executive Council）之下，使司法權受到官僚行政體系的掌控。於是全泰學生中心於法政大學發動了過夜靜坐活動，並從該校為起點，遊行至朱拉隆功大學。同時清邁大學也發動了示威活動。該項活動也受到泰國律師協會及部分媒體的支持，於是官方於三天後撤回了命令。
1973年4月29日，一部軍用直升機墜毀於童·艾·納雷松野生生物保護區，死者包含幾名高層軍官及家眷、富商，以及一位電影明星:123。該事件明顯揭示官員違法進入保護區狩獵，且巨星的殞落引起輿論譁然:139。1973年6月，9名南甘杏大學的大學生公開嚴厲譴責他儂及副總理巴博（Praphas Charusathien）「延遲退休」的決定，並發放文宣諷刺前述的狩獵醜聞，揭露了醜聞的細節，這些學生遭到開除，但引起全國人民對於執政政府的震怒:139。6月22日，全泰學生中心組織集會，號召五萬名學生在「民主紀念碑」前靜坐抗議，要求讓這些學生復學，並要求校長下台:146。政府後來迫於學生壓力，答應學生要求，讓學生復學且撤換校長。
自此，全泰學生中心名聲鵲起，且同時也有了策畫集會的經驗。到了事件發生的1973年10月時，他們已經藉由過去的行動和策略，累積了足夠的政治聲望。

## 學運爆發
10月6日，提拉育等11名社會運動者在邦蘭普、暹羅廣場，以及水門市場等曼谷鬧區派發傳單，呼籲政府及早起草新憲法。結果遭到警方根據集會禁令中「不得聚眾多於五人」的規範逮捕:3。被逮捕者被送至警局總部，且其住處遭到搜查。隔日，另一名呼籲及早頒布永久憲法的倡議者Kongkiat Kongka也遭到逮捕:59-71。10月8日，12名被捕者遭到拒絕保釋，副首相巴博控告提拉育等人意圖顛覆政府:59-71。
10月9日，2000名法政大學學生發動反政府示威，並於示威後進行進行守夜活動，朱拉隆功大學學生及數名教授也於此時加入。同日，前國會議員Khaisaeng Suksai也遭到逮捕，被捕人數此時已上升至13人。隔日，其他學生團體也參與了集會，使曼谷的示威人數上升。同時，政府為因應抗議活動，秘密組織了以副首相巴博為首的危機控制中心。10月11日，巴博同意會見學生，學生要求政府釋放，但遭到巴博拒絕。同時為因應逐漸上升的抗議人數，示威根據地移至法政大學。此時的示威人數已經達到了50,000人。10月12日，政府宣布將會允許13人保釋，但遭到學生的拒絕，學生們要求政府必須無條件釋放被捕者。
10月13日，400,000人上街遊行至民主紀念碑，要求政府釋放被捕者。政府迅速答應該項要求，並承諾永久憲法會預定於1974年10月頒布。在政府答應要求後，學生答應回到學校，然而仍約有200,000名學生拒絕解散，領導人社訕決定率眾前往皇宮尋求蒲美蓬國王的答覆。隔日學生到達皇宮，並與王室發言人見面，發言人要求學生解散，而學生也同意。於是警方設置路障，讓學生能往單一方向解散。但因為群眾數量過大，警方設置的動向使很多學生根本動彈不得，但警方拒絕分流人潮，導致學生不滿。後來因為不明原因，群眾開始躁動，開始發生了一些零星警方對民眾的暴力事件。在上午在皇宮附近發生了幾場炸彈爆炸案後，警方開始攻擊學生。於是在接近中午時，雙方之間的衝突於焉全面引爆。政府出動了坦克車、直升機、步兵來支援警力。事件造成77人死亡，857人受傷，拉差丹儂大道附近多棟建築著火，軍隊更接著佔領了法政大學:71。他儂下令陸軍總司令克立進行更大規模的武力鎮壓，但遭到拒絕:71。此時，同情學生的群眾加入抵抗，示威群眾頓時暴增到了500,000人，到了晚間軍隊終於撤出。隨著政治危機逐漸擴大，蒲美蓬召集他儂入宮:71。下午7點15分，國王於電視和收音機上宣布，他儂請辭，軍政府內閣解散，並主張國家應該重返憲政。
警察總部周圍的示威則持續到10月15日，群眾要求必須剝奪他儂軍事長官的身分。後來，他儂、巴博，以及納隆上校（Colonel Narong Kittikachorn，其妻為巴博之女）夫婦流亡國外，事件迅速平息。同日，國王任命文人部長訕耶教授擔任臨時總理，為泰國憲政史上第二度短暫的文人統治:204。

## 事件之後
事件之後的至1976年10月軍方再次發動政變為止，泰國進入了為時三年的「民主實驗時期」（Democratic Experiment），軍方對政治的影響力盪到谷底:72。泰王任命訕耶擔任臨時總理，也任命了2,436個不同階層的人共同組成「國民大會」（National Convention），再由國民大會中選出299名制憲議員，以起草新憲法:72。制憲委員中，軍方代表僅占了52席，其中28席還是退役軍官，現職軍人僅占總議席8%，為泰國議會史上軍方代表比例的最低紀錄:72。雖然如此，大多數委員仍傾向保守及保護上層階級的利益，而參與1973年的群眾運動勢力則未納入，這也為日後的政治發展埋下隱患。
1974年10月，新憲法公布，新憲採用兩院制，下議院議員由人民選舉產生，上議院議員則由下議員領袖舉薦，泰王任命。此外，新憲也規定現役軍官不得入閣，為泰國首部禁止軍人干政的憲法:72。1974年憲法被稱為「泰國最民主的憲法」:72。

## 分析
本次事件無疑是由大學生們所領導，但其中的仍有其他勢力參與。包含他儂軍政府的對立軍事力量，特別是海軍和陸軍之間的對立關係，以及1973年8月至9月之間的一些發動野貓罷工的勞工。這些勢力都一同創造了他儂軍政府倒台的氛圍:71-72。蒲美蓬在調停事件之後，任命新總理及制憲議員。君權制度在此事件中不但沒有受到影響，還樹立的國王在重大爭議中最終裁決者的角色:512-514。
泰國共產黨在事件發生時並沒有產生重要影響，也出於下列幾項原因沒有成功將此次學運納入其鬥爭。第一，當時的大學生大多來自中產階級和中下階級，因此大多希望在畢業後覓得公職:286。前共產黨黨員Gawin Chutima表示，泰國學生的思想仍囚錮在傳統的萨迪纳制度中，服從上司及上流階級:18。此外，泰共堅守毛主義，堅信以农村包围城市的策略。泰國共產黨始終不將1973年10月事件視為共產革命的前鋒，甚至認為這些學生愚蠢又散漫，這種觀點一直到1976年之後仍然持續於泰共中:16-17。不過在事件之後，泰共開始在大學中發放文宣、書籍，和文章來招募新血。最明顯的例子是在全泰學生中心的報紙上的一篇文章，呼籲暴力革命才是改善社會的唯一途徑:162。
政權倒台後的民主試驗時期雖有「民主」之名，但其實並不符合現今主流的民主觀點。1974年末期之後，軍方及右翼勢力在事件後的再起，右翼團體開始發動了對農運及學運領袖的刺殺行動:20-21。說來有點諷刺，學運因為反對他儂而興起，但在他儂倒台之後，一個明顯的共同目標消失了，學生運動也隨之瓦解。

## 延伸閱讀
- Prachak Kongkirati.  (pdf). Bangkok: Thammasat University Press. 2005  [2018-02-28]. ISBN 9745719366. （原始内容存档 (PDF)于2020-10-19） （泰语）.